# Sátrapa

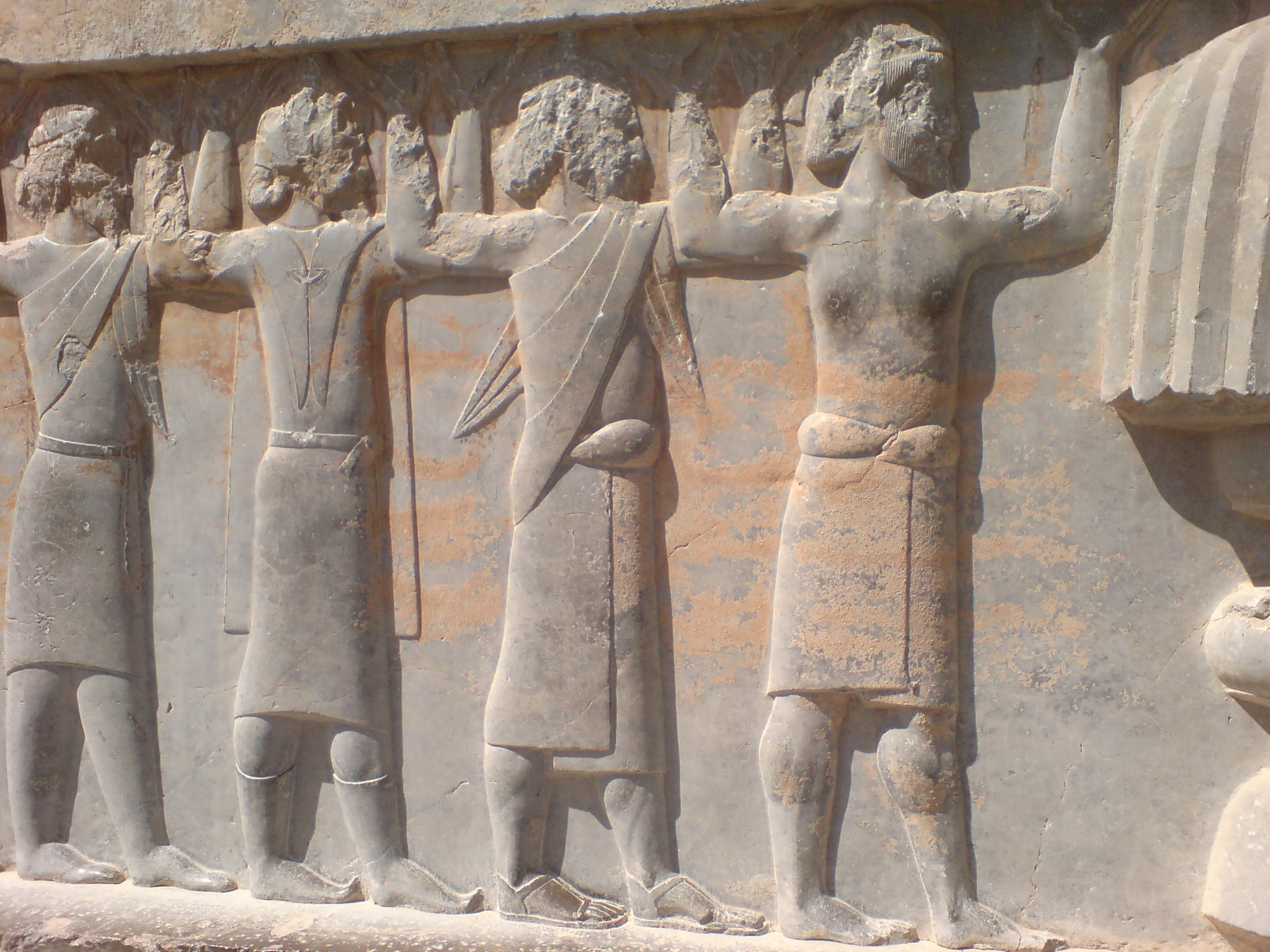
Representación de algunos sátrapas persas.

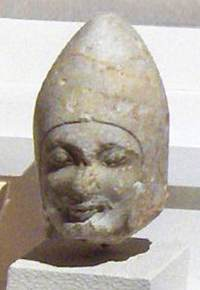
Cabeza de Herakleia, probable retrato de un sátrapa del Imperio aqueménida de Asia Menor, finales del siglo VI a.C., probablemente bajo Darío I.

Sátrapa (en griego: σατράπης satrápēs, del antiguo persa xšaθrapā(van), «protector de la tierra/el país») es el nombre que se dio a los gobernadores de las provincias de los antiguos imperios medo y persa, incluyendo la dinastía Aqueménida y varios de sus herederos, tales como el Imperio sasánida y los imperios helenísticos.
El término ha pasado a utilizarse en sentido coloquial y peyorativo hacia una persona que gobierna despóticamente.
Los sátrapas eran elegidos directamente por el rey, generalmente entre miembros de la nobleza. Ejercían el poder judicial y administrativo, cobraban los impuestos (Inscripción de Behistún), se encargaban del orden público y de reclutar y mantener el ejército. El propio Darío I se encargaba de su supervisión y control para evitar que se excedieran en sus funciones.
Una satrapía es el territorio gobernado por un sátrapa.

## Etimología
La palabra sátrapa deriva a través del latín satrapes del Griego satrápes (σατράπης), a su vez tomado del iraní antiguo *khshathra-pa. En persa antiguo, que era la lengua materna de los aqueménidas, se registra como khshathapavan. (𐎧𐏁𐏂𐎱𐎠𐎺𐎠, literalmente «protector de la provincia»). La forma meda se reconstruye como *khshathrapavan-.
Su cognado en sánscrito es kshatrapa. (क्षत्रप). La forma hebreo bíblico es aḥashdarpan. אֲחַשְׁדַּרְפָּן‎, como se encuentra en Ester 3:12.
En la parta (lengua del Imperio Arsácida) y en el persa medio (lengua del Imperio Sasánida), se registra en las formas šahrab y šasab, respectivamente..
En persa moderno el descendiente de *khshathrapavan es shahrbān (شهربان‎), pero los componentes han sufrido cambio semántico por lo que la palabra ahora significa «guardián de la ciudad» (farsí: shahr شهر que significa «ciudad» + |ban بان que significa «guardián»).

## Terminología
El sátrapa responde directamente ante el rey, es responsable ante él y es nombrado por él. Por debajo del sátrapa está el hyparque (ὕπαρχος / hyparkhos para los griegos, o piḫātu para los persas).
Por encima del sátrapa y por debajo del rey puede estar el karana, un comandante militar que agrupa varias satrapías. Una especie de missi dominici, es nombrado y sólo responde ante el rey; los sátrapas le están subordinados por naturaleza; por ejemplo, Ciro es enviado a Asia Menor como "karana", soberano militar. A los sátrapas podía no gustarles tener que soportar la tutela de alguien que no fuera el rey y podían desertar o intrigar contra el karana. Este título era excepcional y, en el caso de Ciro, su tarea consistía en recuperar el control de la costa y expulsar a los griegos.
En la inscripción de Behistún, Darío I se refiere a Vivāna, sátrapa en Aracosia, y a Dadarši, sátrapa en Bactriana, bajo el término bandaka, lo que enfatiza la relación personal entre el soberano y su dignatario, más que el territorio. Bandaka se ha traducido como vasallo.

## Sátrapas medo-persas

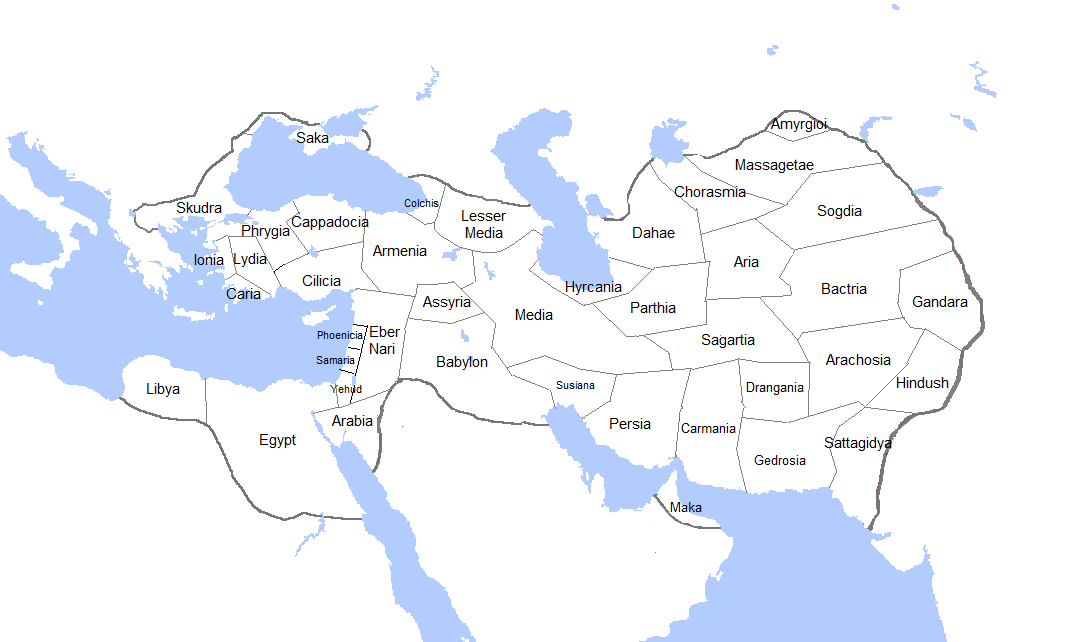
Mapa con las provincias (satrapías) del antiguo Imperio aqueménida o persa.

El primer uso a gran escala de las satrapías, o provincias, data de la concepción del primer Imperio persa bajo Ciro II el Grande, alrededor del año 530  a. C. No obstante, las satrapías se originaron durante la época de los medos, al menos, desde el año 648 a. C. Hasta la época de la conquista de Media por Ciro el Grande, los emperadores medos gobernaban sus territorios conquistados como provincias, a través de reyes y gobernadores vasallos. Como en la cultura persa el concepto de dignidad real era inseparable del concepto de divinidad, los veinte sátrapas establecidos por Ciro nunca fueron reyes, sino virreyes que gobernaban en nombre del rey, aunque en realidad muchos se excedieron en sus atribuciones políticas. 
Darío I dio a las satrapías una organización definitiva, e incrementó su número a 23. Los sátrapas eran elegidos directamente por el rey, generalmente entre miembros de la nobleza. Ejercían el poder judicial y administrativo, cobraban los impuestos (Inscripción de Behistún), se encargaban del orden público y de reclutar y mantener el ejército. El propio Darío I se encargaba de su supervisión y control para evitar que se excedieran en sus funciones. 
Cambises, el predecesor de Darío I, desconfiando respecto a la lealtad de algunos gobernadores, situó un secretario al lado de cada sátrapa, para vigilar sus actos, y organizó un grupo de funcionarios conocidos como los «ojos y oídos del rey», que recorrían el Imperio para valorar sobre el terreno la situación y emitir un informe. Cuando a pesar de estos controles se producía un acto de sedición, la rápida intervención del ejército, facilitada por la red viaria de comunicaciones, acababa con el peligro antes de que el movimiento provocara el levantamiento de otras regiones por motivos semejantes.
El sátrapa se encargaba del cobro de los impuestos, controlaba a los oficiales locales y a las tribus y ciudades vasallas y era el juez supremo de la provincia, ante el cual cada criminal debía ser llevado para ser juzgado. También era el responsable de la seguridad de los caminos y tenía que eliminar a los forajidos y rebeldes. Para cumplir con sus funciones contaba con la ayuda de un consejo de persas y era controlado por el secretario real y los emisarios del rey, en especial por el funcionario «ojos y oídos del rey», quien hacía una inspección anual y ejercía un control permanente.

## Sátrapas helenísticos

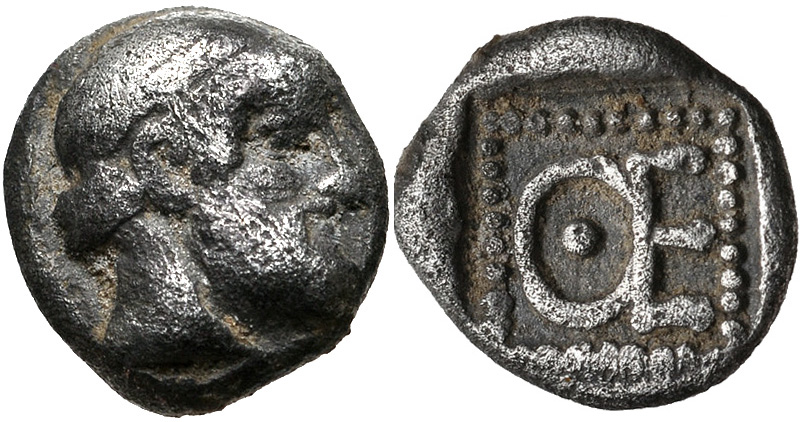
Moneda de Temístocles, antiguo general ateniense, como sátrapa de Magnesia del Imperio aqueménida, c. 465-459 a. C.

La administración por medio de satrapías y el título de sátrapa en sí fueron preservados, incluso para funcionarios greco-macedonios, por Alejandro Magno, quien conquistó el Imperio persa e incluso lo amplió, y por sus sucesores, los Diádocos (y sus dinastías) quienes lo dividieron, en especial en el Imperio seléucida, donde el sátrapa era generalmente designado como strategos; pero sus provincias eran mucho más pequeñas que las que mantenían los persas.

## Sátrapas partos y sasánidas

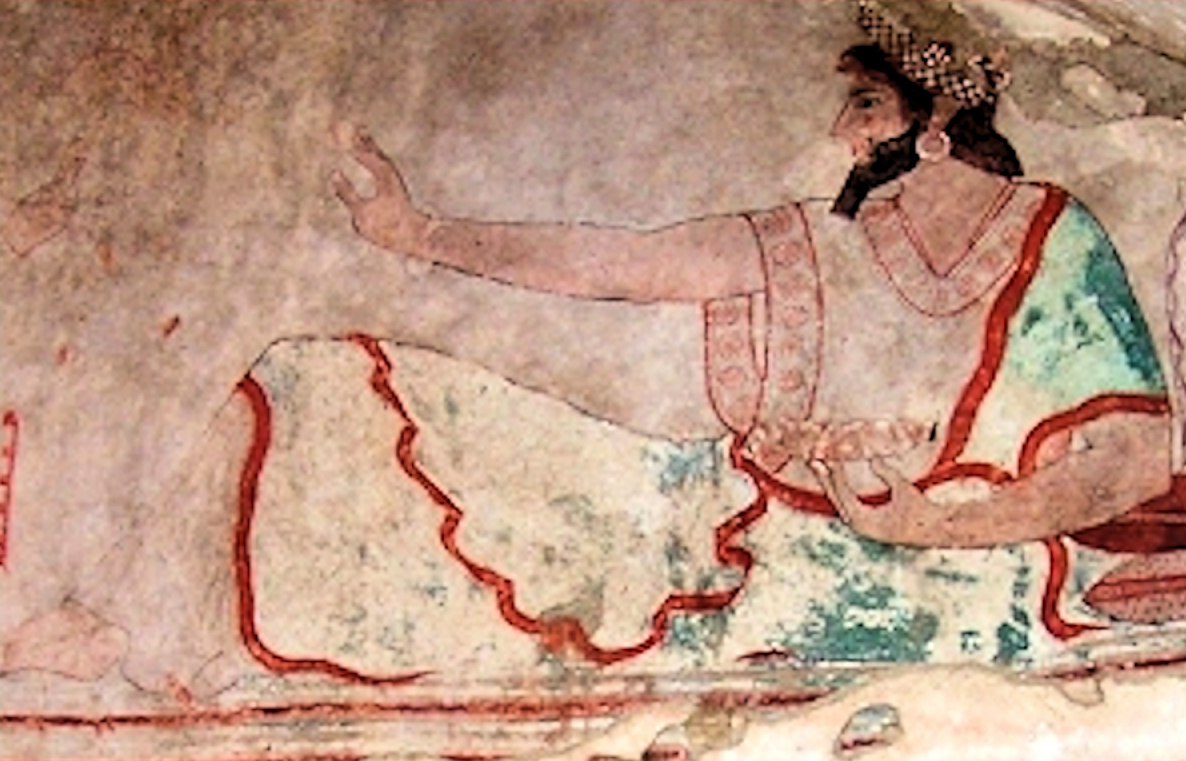
Un dignatario de Asia Menor en estilo aqueménida, c. 475 a.C. Tumba de Karaburun cerca de Elmal, Licia.

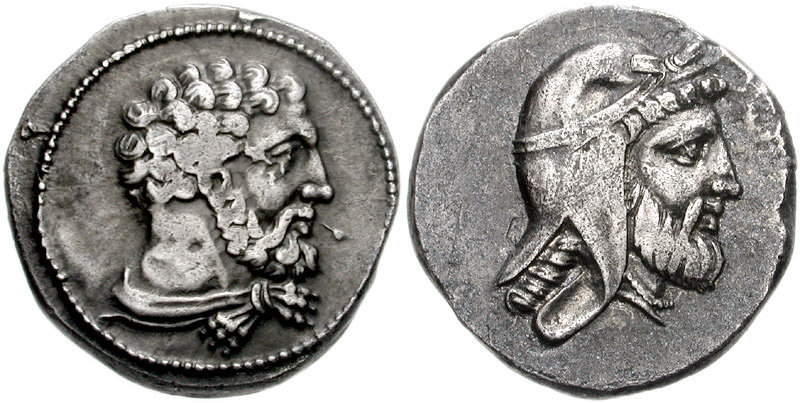
Moneda con la efigie de Tiribazos, sátrapa de la Lidia aqueménida, 388-380 a. C.

En el Imperio parto, el poder del rey se fundamentaba en el apoyo de familias nobles que gobernaban grandes estados, y proveían de soldados y tributos al rey. Las ciudades-estado dentro del imperio gozaban de cierto grado de independencia, y pagaban tributo al rey. La administración del Imperio sasánida era considerablemente más centralizada que la del Imperio parto; el sistema de gobierno de reinos semiindependientes y ciudades-estado independientes del Imperio parto fue reemplazado por un sistema de «ciudades reales» que servía de sede de gobernadores designados por la administración central llamados «shahrabs», así como también de guarniciones militares. Los shahrabs gobernaban tanto la ciudad como los distritos rurales cercanos.

## Sátrapas indios

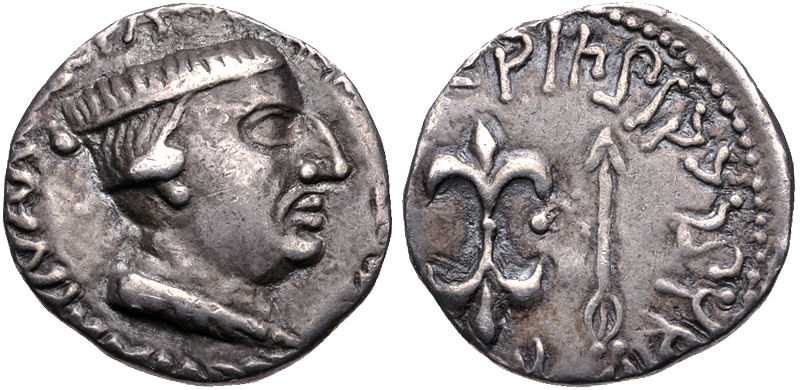
Moneda del sátrapa occidental Nahapana, hacia 120 d. C.

Los sátrapas occidentales o kshatrapas (35-405 d. C.) del subcontinente indio fueron gobernantes saka de la parte occidental y central de la región de Sind, en Pakistán, y de las regiones de Saurashtra y Malwa, en el oeste de la India. Fueron contemporáneos de los kushan, que gobernaron la parte norte del subcontinente desde la zona de Peshawar y posiblemente fueron sus señores, y de los satavahana, que gobernaron en el centro de la India al sur y al este y el estado kushan a su oeste inmediato.

## Satrapías notables
Aunque el sistema de satrapías se asocia principalmente con el Imperio Persa Aqueménida, la influencia de los sátrapas se extendió más allá de su rol como gobernadores provinciales. Muchos de ellos se convirtieron en figuras clave militares o jugaron roles fundamentales en los paisajes políticos y bélicos de su época. Estos individuos, que a menudo dirigieron momentos cruciales de la historia, moldearon la trayectoria de los imperios. Algunas de las satrapías más notables en la historia, además de las mencionadas anteriormente, incluyen:
Artabazo I
Artabazo I fue un sátrapa de Frigia, una región en el oeste de Anatolia, durante el reinado de Artajerjes II en el siglo V a. C. Artabazo es particularmente recordado por su participación en la Batalla de Cunaxa (401 a. C.), en la que se enfrentaron el ejército persa contra las fuerzas de Ciro el Joven, un aspirante al trono de Persia. Artabazo luchó por Artajerjes II, y aunque inicialmente logró la victoria, su rol como sátrapa fue crucial para mantener la integridad del Imperio Persa en un momento de agitación interna. Su carrera posterior como líder militar contribuyó significativamente a la estabilidad de Persia tras la batalla.
Farnabazo II
Farnabazo II, un sátrapa de Frigia y Dascylium, fue uno de los sátrapas más prominentes y de largo servicio durante el período tardío aqueménida. Sirvió bajo Darío II y Artajerjes II, y se convirtió en un líder militar y diplomático clave. Jugó un papel significativo en la guerra del Peloponeso al apoyar a la flota espartana con fondos y recursos persas. Sus acciones contribuyeron enormemente a la victoria naval de Esparta sobre Atenas, lo que alteró el equilibrio de poder en el mundo griego antiguo. Su influencia sobre las relaciones griego-persas mostró el papel fundamental que los sátrapas podían jugar más allá de la gobernanza local.
Tisafernes

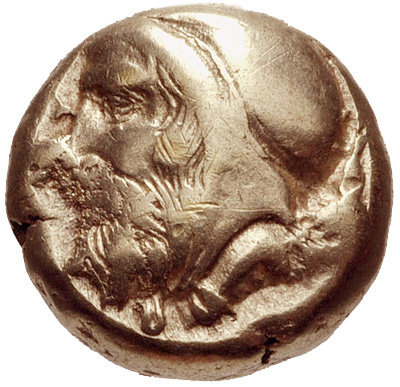
Moneda con la imagen del sátrapa de Caria y Lidia Tisafernes.

Tisafernes fue un sátrapa de Caria y Lidia durante finales del siglo V a. C. Es por su involucramiento en la guerra del Peloponeso, donde desempeñó un papel crucial en la diplomacia y las operaciones militares persas. Inicialmente apoyó a los atenienses en su lucha contra Esparta, pero más tarde cambió de lealtad y se alió con Esparta cuando los intereses persas lo requerían. Su decisión fue motivada por el deseo de debilitar a Atenas y afirmar el control persa sobre los asuntos griegos. Sin embargo, el papel de Tisáfernes en la derrota final de Persia en Anatolia y la posterior inestabilidad en el imperio resaltan la fragilidad del poder satrapal.
Mitrídates VI del Ponto
Aunque Mitrídates VI no fue técnicamente un sátrapa del Imperio Persa, su ascenso al poder fue profundamente influenciado por su temprana exposición al sistema de satrapías. Como rey del Ponto, una región situada a lo largo de la costa sur del Mar Negro, Mitrídates buscó expandir su territorio y resistir la imperialismo romano. Su reinado (alrededor del 120–63 a. C.) lo vio formar un ejército poderoso y participar en múltiples guerras contra Roma. Mitrídates adaptó estratégicamente las tácticas administrativas y militares persas en su lucha por mantener la autonomía frente al avance romano. Su vida temprana y su largo reinado deben mucho a las estructuras administrativas y militares desarrolladas por los sátrapas en el mundo antiguo.
Sátrapas de Bactria y Sogdiana
Las provincias de Bactria y Sogdiana fueron históricamente clave para el Imperio Persa, y muchos de sus sátrapas se hicieron famosos por su desafío a la autoridad central y por su implicación en rebeliones regionales. Por ejemplo, Espitamenes, un sátrapa de Sogdiana, es recordado por liderar una gran revuelta contra las fuerzas macedonias bajo Alejandro Magno en el siglo IV a. C. La resistencia de Espitamenes, junto con otros líderes locales como Bessos, retrasó la conquista de Alejandro en la región. Las tácticas de guerra de guerrillas de Espitamenes en el difícil terreno montañoso presentaron desafíos significativos para el invasor macedonio.
Hidarnes
Hidarnes fue otro sátrapa importante en el Imperio Persa, gobernando Armenia durante el siglo V a. C. Su mandato se caracterizó por su participación en los intentos persas de consolidar el control sobre las tribus armenias independientes, que a menudo fueron un obstáculo para la hegemonía persa en la región. Hidarnes es particularmente notable por su participación en la Batalla de Maratón (490 a. C.), donde comandó una porción de las fuerzas persas contra los griegos. Su fracaso en derrotar a la coalición griega destacó la vulnerabilidad de los sátrapas persas, incluso en regiones consideradas de importancia estratégica.

### Impacto y Legado de los Sátrapas en el desarrollo de imperios y la guerra
Los sátrapas de los imperios antiguos no eran simplemente funcionarios administrativos, sino figuras clave en la configuración tanto de la política interna como de las estrategias militares de sus imperios. Muchos de ellos fueron líderes militares por derecho propio, encargados de defender y expandir sus territorios. Sus roles a menudo implicaban no solo la gobernanza local, sino también jugar el delicado juego de la diplomacia entre la autoridad imperial central y sus propios intereses regionales. En tiempos de guerra, algunos sátrapas fueron encargados de levantar vastos ejércitos, y sus decisiones en el campo de batalla podían determinar el destino de imperios.
En el Imperio Persa, los sátrapas representaban un equilibrio de poder entre el rey y los líderes regionales. Aunque se esperaba que brindaran lealtad y servicio militar al rey, los sátrapas a veces buscaban crear su propia influencia independiente, lo que conducía a rebeliones o rivalidades. Como ocurre con muchas figuras prominentes de la historia antigua, el legado de los sátrapas es un testamento de su papel crítico en la administración y las campañas militares que ayudaron a construir y mantener los imperios, al mismo tiempo que los fortalecían o los debilitaban en el proceso.
En última instancia, la implicación de los sátrapas en la construcción de imperios, la estrategia militar y la diplomacia demuestra su influencia fundamental en el desarrollo histórico del mundo antiguo, con algunas de sus acciones continuando a lo largo de la historia mucho después de su reinado.

## Sátrapas célebres

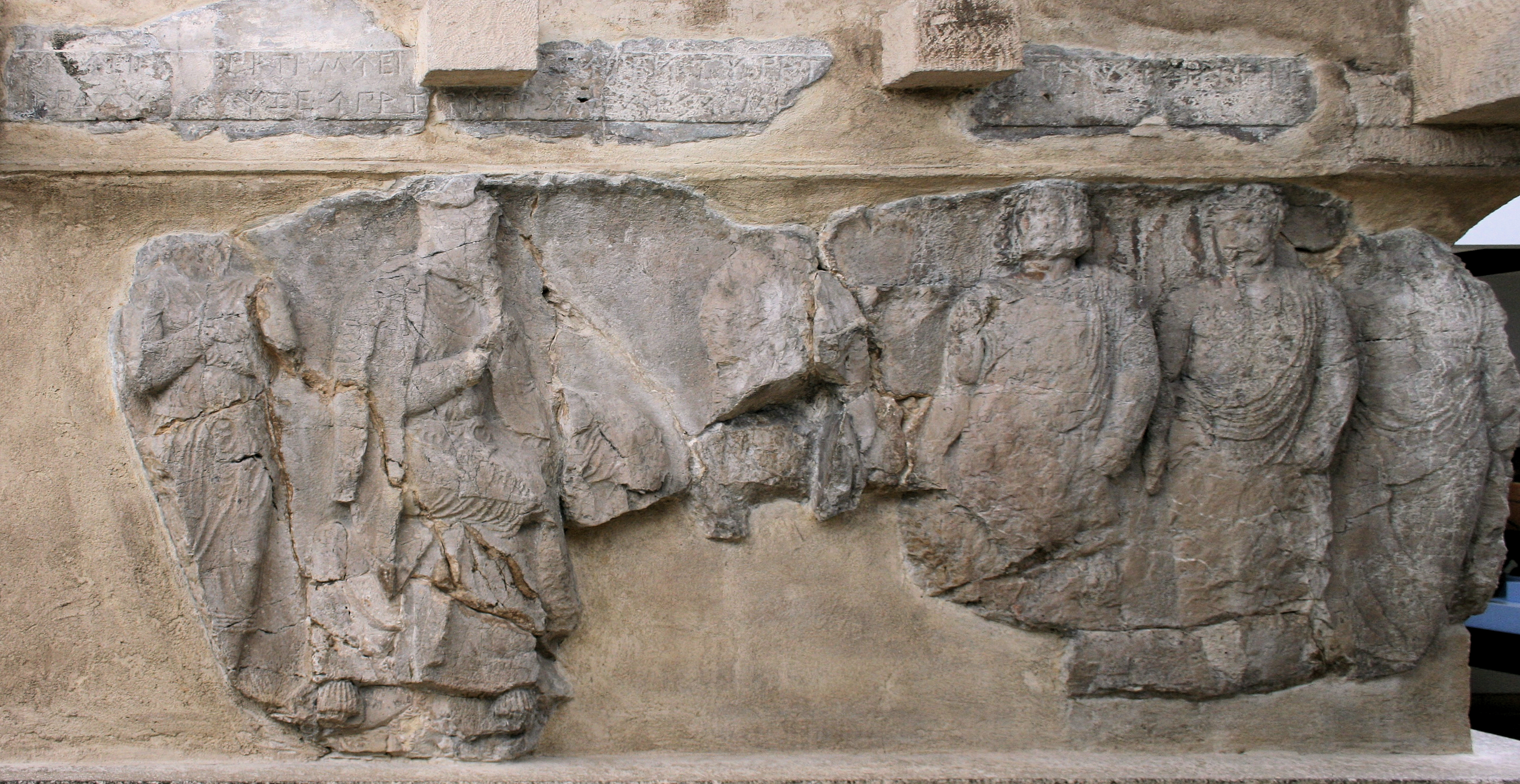
El sátrapa aqueménida Autofradates recibiendo visitantes, en la Sarcófago de Payava, hacia 380 a. C. (Actualmente en el Museo Británico.

- Artafernes (sátrapa)
- Ciro el Joven
- Tisafernes
- Farnabazo II
- Hidarnes (hijo)